# Wormleysburg, Pennsylvania
Wormleysburg là một thị trấn thuộc quận Cumberland, tiểu bang Pennsylvania, Hoa Kỳ. Năm 2010, dân số của thị trấn này là 3070 người.